# Adam Szejnfeld
Adam Stanisław Szejnfeld, né le 13 novembre 1958 à Kalisz, est un homme politique polonais, membre de la Plate-forme civique (PO).